# Vom Schreiner und Drechsler
Vom Schreiner und Drechsler ist ein Märchen (ATU 575). Es stand in den Kinder- und Hausmärchen der Brüder Grimm nur in der 1. Auflage von 1812 an Stelle 77 (KHM 77a).

## Inhalt
Ein Schreiner macht als Meisterstück einen schwimmenden Tisch, ein Drechsler Flügel. Weil die Leute den Tisch besser finden, fliegt der Drechsler in ein anderes Land und leiht die Flügel einem Prinz. Der fliegt in ein anderes Reich mit einem hell erleuchteten Turm, da wohnt die weltschönste Prinzessin. Er wird mit ihr erwischt. Sie sollen verbrannt werden, aber er fliegt sie mit den Flügeln heim und wird König. Ihr Vater verspricht sein halbes Reich dem, der sie wiederbringt. Da kommt der Prinz mit ihr und einem Heer, so dass er sein Versprechen halten muss.

## Herkunft
Die Fassung beruht auf einer Handschrift unbekannter Hand, die für den Druck nur etwas ausformuliert wurde. Grimms Anmerkung stellt den fragmentarischen Charakter fest und dass die Geschichte so auch mit dem Drechsler hätte weitergehen können. Ansonsten gäbe es Sagen von hölzernen Flugpferden und Entführungen. Diese sind im Orient besonders häufig, z. B. Die Geschichte vom Ebenholzpferd in 1001 Nacht. Ein Prinz auf einem hölzernen Flugpferd erscheint in dem altfranzösischen Märchen Cleomades und das hölzerne Pferd in Le roumans de Cleomades par Adenes li rois.

## Kunstmärchen von Drda und Andersen
Im Tschechischen gibt es das Kunstmärchen Von der Prinzessin Lichtholde und dem Schuster, der fliegen konnte von Jan Drda – auch eine tschechische Volkmärchenüberlieferung führt das Motiv vom fliegenden Schuster bereits ein und gibt eine über das Grimmmotiv hinausgehende Weitererzählung in dem Märchen Von dem Prinzen, der fliegen konnte. Im Kunstmärchen von Drda gibt es allerdings keinen Hinweis mehr auf das Verleihen der Flügel an einen Prinzen: Vielmehr wird der kunstreiche fliegende Schuster hier selbst der Liebste der Prinzessin. Eine traurige Wendung bekommt das Motiv des flugmächtigen Geliebten der Prinzessin in Hans Christian Andersens Märchen Der fliegende Koffer. In Janoschs Parodie ist die Meisterprüfungskommission so unverständig, dass der Drechsler davonfliegt, seitdem gibt es keine Drechsler mehr.

## Verfilmung
Im Kontext dieser Märchenmotivik steht auch der tschechische Märchenfilm nach Jan Drda: Die Prinzessin und der fliegende Schuster bzw. Prinzessin Jasnenka und der fliegende Schuster (O princezně Jasněnce a létajícím ševci), ČSSR 1988 mit Michaele Kuklová als Jasnenka und Jan Potměšil als fliegender Schuster Jíra.